# Панкратій Римський
Панкра́тій (лат. Pancratius, грец. Παγκράτιος; 289 — 304)  — римський християнин, святий, мученик. Страчений у Римі за віру, в часи гонінь імператора Діоклетіана. За легендою ХІХ століття загинув на арені, зацькований пантерою. Вшановується католицькою і православною церквами разом зі святими легіонерами Нереєм та Ахіллом (з 1595 року до трійці святих додану святу Домітіллу). День пам'яті за григоріанським календарем — 12 травня, за юліанським — 25 травня. В іконографії зображується як молодий вояк у обладунках, з мечем. Патрон дітей, лицарів, садівників, а також тих, хто дав присягу. У народних віруваннях — месник за дачу неправдивих клятв й свідчень. На честь святого споруджена Церква святого Панкратія в Римі.

## Житіє і мучеництво
- Як і у більшості ранньохристиянських мучеників, про життя святого Панкратія відомо з джерел не раніше кінця IV століття. Згідно з життєписом, Панкратій народився близько 289 року в Сіннаді Фригійській, він рано втратив батьків, залишився під опікою дядька Діонісія і разом з ним переїхав до Риму. Тут обидва прийняли хрещення.

- У 303 році, під час гонінь Діоклетіана, 14-річному Панкратію було запропоновано владою принести язичницьку жертву римським богам. Панкратій рішуче відмовився від дотримання поганського звичаю, його потім умовляв особисто Діоклетіан, обіцяючи гроші і блискуче майбутнє за відступництво від християнства, але Панкратій залишився вірним віровченню Христа. 12 травня 303 року Панкратій був обезголовлений на Авреліевій дорозі, за міськими стінами. Римська матрона Оттавілла викупила тіло цього мученика і поховала його поблизу дороги у катакомбах.

Життєпис його є легендою: як правлячий папа у ньому згаданий був Корнелій, котрий помер у 253 році, а Діоклетіан не був у Римі після 286 року.

## Вшанування
- Про шанування святого Панкратія в Римі відомо від V століття. Папа Симах (498–514) збудував базиліку святого Панкратія над місцем поховання мученика. Ця базиліка і катакомби під нею з тих пір носять ім'я Сан-Панкраціо. Григорій Великий, направляючи місію Августина в Англію, передав йому частки мощей Панкратія, в результаті чого Панкратій став одним з найпопулярніших святих в Англії. На честь його названа старовинна церква в Лондоні, а потім і залізничний вокзал.

## В геральдиці

Буденгайм
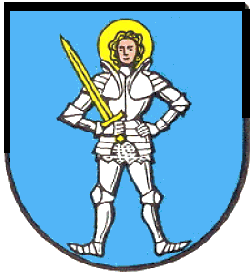
Шлухтерн